# 阿德里安鎮區 (北達科他州拉穆爾縣)
阿德里安鎮區（英語：Adrian Township）是位於美國北達科他州拉穆爾縣的一個鎮區。

## 地方資料
阿德里安鎮區的面積為93.19平方千米，當中陸地面積為93.17平方千米，而水域面積為0.01平方千米。根據2020年美國人口普查的數據，當地共有人口113人，而人口密度為每平方千米1.21人。